# Wapień rafowy
Wapienie rafowe – wapienie budujące rafy biogeniczne. 
Wapienie rafowe obejmują liczne i mocno odmienne, tak pod względem cech litologicznych, jak i zespołu skamieniałości rodzaje skał wapiennych, w tym wapienie o genezie nieorganicznej, choć te ostatnie są nieliczne.